# Lyft Titanic!
Lyft Titanic! är en äventyrsroman av Clive Cussler från 1976 som 1980 blev film i regi av Jerry Jameson. 

## Handling
Cusslers egen organisation NUMA ska lyfta Titanic från havets botten för att komma åt ett värdefullt grundämne som ligger i ett vattentätt kassaskåp i Titanics lastrum.

## Utgåvor på svenska
- 1977 - ISBN 91-1-772192-X
- 1987 - ISBN 91-1-872031-5